# Антология (литература)
Антология в книгоиздаването е колекция от литературни произведения, избрани от съставителя; може да е колекция от пиеси, стихове, разкази, песни или откъси от различни автори.
В жанровата художествена литература терминът антология обикновено категоризира колекции от по-кратки произведения, като разкази и кратки романи, от различни автори, всяка от които включва несвързани герои и настройки и обикновено събрани в един том за публикуване. Като алтернатива може да бъде и колекция от избрани писания (разкази, стихотворения и т.н.) от един автор.
Пълните колекции от произведения често се наричат „пълни издания“ или opera omnia (латински еквивалент).

## Етимология
Думата навлиза в английския език през XVII век от гръцката дума ἀνθολογία (антологична, буквално „колекция от цветове“, от ἄνθος – чете се „антос“, със значението „цвете“), препратка към една от най-ранните известни антологии, озаглавена „Венецът“ (на гръцки: Στέφανος) на Мелеагър (на английски: Meleager of Gadara), въведението към което сравнява всеки от неговите антологизирани поети с цвете. Мелеагър пръв прави цялостно събиране на тематични творби. Той събира епиграми от 46 гръцки поети, от всеки лирически период до неговия собствен. Неговото заглавие се отнася до обичайното сравнение на малки красиви стихотворения с цветя и във въведението към работата си той прикрепя имената на различни цветя, храсти и билки – като емблеми – към имената на няколко поети. „Венецът“ е оцелял само като един от оригиналните съставни корени на гръцката антология.
Този „венец“ от творби (Στέφανος) формира ядрото за това, което става известно като гръцка антология.
Florilegium – латинското производно за колекция от цветя, е използвано в средновековна Европа за антология на латински поговорки и текстови откъси. Малко преди антологията да навлезе в езика, английският е започнал да използва florilegium като дума за такава колекция.